# Semiothisa
Semiothisa är ett släkte av fjärilar. Semiothisa ingår i familjen mätare.

## Bildgalleri

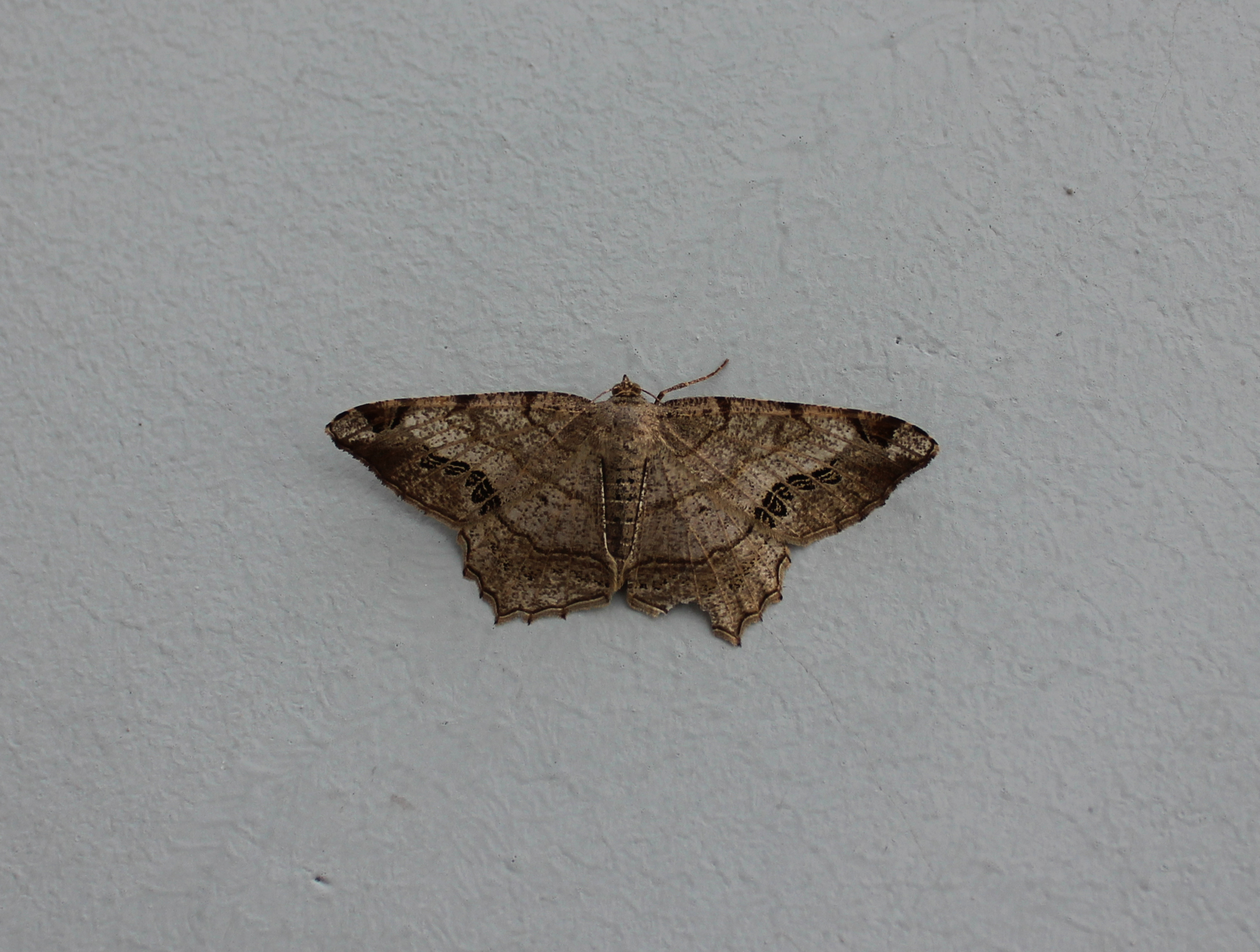
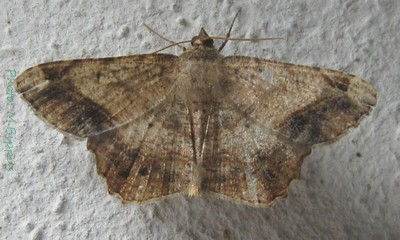

## Dottertaxa tillSemiothisa, i alfabetisk ordning[1]
- Semiothisa abbreviata
- Semiothisa abnormata
- Semiothisa abrupta
- Semiothisa abruptata
- Semiothisa abydata
- Semiothisa acasiaria
- Semiothisa accumulata
- Semiothisa acepsimaria
- Semiothisa achetata
- Semiothisa acidaliata
- Semiothisa acutaria
- Semiothisa adjacens
- Semiothisa adonis
- Semiothisa adrasata
- Semiothisa aemulataria
- Semiothisa aequiferaria
- Semiothisa aesthimaria
- Semiothisa aestimaria
- Semiothisa aestimata
- Semiothisa affinis
- Semiothisa ageta
- Semiothisa agnitaria
- Semiothisa agrammata
- Semiothisa agraptus
- Semiothisa albapicaria
- Semiothisa albescens
- Semiothisa albiapicata
- Semiothisa albibrunnea
- Semiothisa albidulata
- Semiothisa albimedia
- Semiothisa albinigra
- Semiothisa albipuncta
- Semiothisa albisparsa
- Semiothisa albivia
- Semiothisa albogrisearia
- Semiothisa aliceata
- Semiothisa alternaria
- Semiothisa alternata
- Semiothisa amandata
- Semiothisa amarata
- Semiothisa ammodes
- Semiothisa amplata
- Semiothisa ancillata
- Semiothisa angolae
- Semiothisa angolaria
- Semiothisa anguifera
- Semiothisa angularia
- Semiothisa angustimargo
- Semiothisa antaurata
- Semiothisa apataria
- Semiothisa apatetica
- Semiothisa apicepallens
- Semiothisa approximaria
- Semiothisa arata
- Semiothisa arenaria
- Semiothisa arenisca
- Semiothisa areniscoides
- Semiothisa arenosa
- Semiothisa arhoparia
- Semiothisa armigerata
- Semiothisa arubrescens
- Semiothisa arularia
- Semiothisa aspila
- Semiothisa aspirata
- Semiothisa assimilis
- Semiothisa atmala
- Semiothisa atomaria
- Semiothisa atriclathrata
- Semiothisa atrimacularia
- Semiothisa aucillaria
- Semiothisa austera
- Semiothisa avitusaria
- Semiothisa avitusarioides
- Semiothisa azataria
- Semiothisa azureata
- Semiothisa baegerti
- Semiothisa ballandrata
- Semiothisa balteata
- Semiothisa banksianae
- Semiothisa bejucoaria
- Semiothisa benguellae
- Semiothisa berengaria
- Semiothisa bicolorata
- Semiothisa bifilaria
- Semiothisa biflava
- Semiothisa bilineata
- Semiothisa biparata
- Semiothisa bipartita
- Semiothisa bipunctata
- Semiothisa birecta
- Semiothisa bisignata
- Semiothisa bitaeniata
- Semiothisa boliviaria
- Semiothisa breviusculata
- Semiothisa brongusaria
- Semiothisa bruni
- Semiothisa brunneata
- Semiothisa brunnescens
- Semiothisa buettikeri
- Semiothisa bupalaria
- Semiothisa burneyata
- Semiothisa butaria
- Semiothisa butleri
- Semiothisa cacavena
- Semiothisa cacularia
- Semiothisa caesiaria
- Semiothisa caesiata
- Semiothisa californiaria
- Semiothisa canescens
- Semiothisa cararia
- Semiothisa cardinea
- Semiothisa carinaria
- Semiothisa carpo
- Semiothisa cataleucaria
- Semiothisa catualda
- Semiothisa cayugaria
- Semiothisa cellulata
- Semiothisa centrosignata
- Semiothisa cerussata
- Semiothisa cessaria
- Semiothisa chamilaria
- Semiothisa choica
- Semiothisa cinerata
- Semiothisa cinerearia
- Semiothisa cinereata
- Semiothisa clararia
- Semiothisa clasma
- Semiothisa clivicola
- Semiothisa collaxata
- Semiothisa collineata
- Semiothisa colorata
- Semiothisa combinata
- Semiothisa combusta
- Semiothisa cometifera
- Semiothisa commixta
- Semiothisa compsa
- Semiothisa compsogramma
- Semiothisa comstocki
- Semiothisa conarata
- Semiothisa concinnaria
- Semiothisa concisaria
- Semiothisa confusaria
- Semiothisa confuscata
- Semiothisa conjugata
- Semiothisa connotata
- Semiothisa consepta
- Semiothisa consimilata
- Semiothisa contaminata
- Semiothisa contemptata
- Semiothisa continuaria
- Semiothisa continuata
- Semiothisa contrasta
- Semiothisa conturbata
- Semiothisa conventa
- Semiothisa coronoleucas
- Semiothisa cosmiata
- Semiothisa costanuda
- Semiothisa costiguttata
- Semiothisa costijuncta
- Semiothisa crassaria
- Semiothisa crassata
- Semiothisa crassilimbaria
- Semiothisa crassisquama
- Semiothisa crepuscularia
- Semiothisa cretiguttata
- Semiothisa cricophera
- Semiothisa cruciata
- Semiothisa crumenata
- Semiothisa curvifascia
- Semiothisa curvilineata
- Semiothisa cyda
- Semiothisa cydica
- Semiothisa cymatodes
- Semiothisa cyrilaria
- Semiothisa da
- Semiothisa davisata
- Semiothisa debiliata
- Semiothisa debrunneata
- Semiothisa deceptans
- Semiothisa deceptrix
- Semiothisa decolor
- Semiothisa decorata
- Semiothisa defixaria
- Semiothisa deformis
- Semiothisa delauta
- Semiothisa delectata
- Semiothisa delia
- Semiothisa demaculata
- Semiothisa densinotata
- Semiothisa denticulata
- Semiothisa dentilaria
- Semiothisa dentilineata
- Semiothisa depressa
- Semiothisa determinataria
- Semiothisa deuteria
- Semiothisa devexata
- Semiothisa diarmodia
- Semiothisa diffusata
- Semiothisa diluta
- Semiothisa diplotata
- Semiothisa discata
- Semiothisa disceptata
- Semiothisa discorptata
- Semiothisa dislocaria
- Semiothisa dispuncta
- Semiothisa distans
- Semiothisa distinguenda
- Semiothisa distribuaria
- Semiothisa divergentata
- Semiothisa dolichostigma
- Semiothisa dominicata
- Semiothisa doriteata
- Semiothisa drepanata
- Semiothisa duplicata
- Semiothisa duplicilinea
- Semiothisa ectoleuca
- Semiothisa effusata
- Semiothisa elata
- Semiothisa eleonora
- Semiothisa eleonorata
- Semiothisa elephantedestructa
- Semiothisa elongaria
- Semiothisa elvirata
- Semiothisa emersaria
- Semiothisa enotata
- Semiothisa epicharis
- Semiothisa eremias
- Semiothisa eremiata
- Semiothisa errata
- Semiothisa eurytaenia
- Semiothisa evanaria
- Semiothisa everiata
- Semiothisa exnotata
- Semiothisa exosciodes
- Semiothisa exsecutaria
- Semiothisa exsuperans
- Semiothisa externaria
- Semiothisa exustata
- Semiothisa falconaria
- Semiothisa fasciata
- Semiothisa fasciosaria
- Semiothisa feraliata
- Semiothisa ferina
- Semiothisa ferraria
- Semiothisa ferruginata
- Semiothisa fervens
- Semiothisa festa
- Semiothisa festivata
- Semiothisa fidelis
- Semiothisa fidoniata
- Semiothisa fieldi
- Semiothisa finaria
- Semiothisa fissinotata
- Semiothisa fitzgeraldi
- Semiothisa flavicuneata
- Semiothisa flavida
- Semiothisa flavipicta
- Semiothisa flaviterminata
- Semiothisa flavofasciata
- Semiothisa flexilinea
- Semiothisa florida
- Semiothisa fluidata
- Semiothisa fontainei
- Semiothisa formosa
- Semiothisa foveolata
- Semiothisa fractaria
- Semiothisa fraserata
- Semiothisa frugaliata
- Semiothisa fulvida
- Semiothisa fulvimargo
- Semiothisa fulvisparsa
- Semiothisa fumipennis
- Semiothisa fumosa
- Semiothisa funebris
- Semiothisa furcata
- Semiothisa fusca
- Semiothisa fuscaria
- Semiothisa fuscata
- Semiothisa fuscataria
- Semiothisa fuscomarginaria
- Semiothisa fuscomarginata
- Semiothisa fuscorufa
- Semiothisa galbineata
- Semiothisa gambaria
- Semiothisa gambarina
- Semiothisa gambarinata
- Semiothisa geminilinea
- Semiothisa gentilata
- Semiothisa getula
- Semiothisa gigantata
- Semiothisa gilletteata
- Semiothisa gnophosaria
- Semiothisa gnophosarium
- Semiothisa gnophosata
- Semiothisa godmani
- Semiothisa goramata
- Semiothisa gradata
- Semiothisa granitata
- Semiothisa graphata
- Semiothisa grassata
- Semiothisa gratularia
- Semiothisa grimmia
- Semiothisa grisearia
- Semiothisa griseomarginata
- Semiothisa grisescens
- Semiothisa grossbecki
- Semiothisa guapilaria
- Semiothisa gyliura
- Semiothisa haliata
- Semiothisa hebesata
- Semiothisa hebetata
- Semiothisa heliothidata
- Semiothisa herbuloti
- Semiothisa heterogenata
- Semiothisa hispanica
- Semiothisa hollowayi
- Semiothisa honoria
- Semiothisa horridaria
- Semiothisa hygies
- Semiothisa hypactinea
- Semiothisa hypaethrata
- Semiothisa hypoleuca
- Semiothisa idriasaria
- Semiothisa igneata
- Semiothisa illineata
- Semiothisa imitatrix
- Semiothisa immacularia
- Semiothisa immaculata
- Semiothisa impar
- Semiothisa impicta
- Semiothisa implexata
- Semiothisa improcera
- Semiothisa inaequilinea
- Semiothisa incessaria
- Semiothisa inchoata
- Semiothisa incolorata
- Semiothisa inconspicua
- Semiothisa increta
- Semiothisa indentata
- Semiothisa indeterminata
- Semiothisa indica
- Semiothisa inexcisa
- Semiothisa infabricata
- Semiothisa infectata
- Semiothisa infimata
- Semiothisa infirmata
- Semiothisa infixaria
- Semiothisa infusata
- Semiothisa infuscaria
- Semiothisa innotata
- Semiothisa inoptata
- Semiothisa inordinaria
- Semiothisa inouei
- Semiothisa insistaria
- Semiothisa instructaria
- Semiothisa intaminata
- Semiothisa intensata
- Semiothisa interlineata
- Semiothisa intermaculata
- Semiothisa intermediaria
- Semiothisa interrupta
- Semiothisa intersectaria
- Semiothisa irregulata
- Semiothisa irrorata
- Semiothisa irrufata
- Semiothisa isabelae
- Semiothisa isospila
- Semiothisa johnstoni
- Semiothisa josefaria
- Semiothisa juvenilis
- Semiothisa kanshireiensis
- Semiothisa kenteata
- Semiothisa kilimanjarensis
- Semiothisa kirbyi
- Semiothisa kirina
- Semiothisa kuldschana
- Semiothisa kuschea
- Semiothisa labradoriata
- Semiothisa lacriphaga
- Semiothisa laguatia
- Semiothisa lalage
- Semiothisa lamitaria
- Semiothisa lannaensis
- Semiothisa lapidata
- Semiothisa lapitaria
- Semiothisa largificaria
- Semiothisa lataria
- Semiothisa latifasciaria
- Semiothisa lautusaria
- Semiothisa leighi
- Semiothisa limbularia
- Semiothisa lindemannae
- Semiothisa lineata
- Semiothisa liquata
- Semiothisa lituraria
- Semiothisa liturata
- Semiothisa liturataria
- Semiothisa livorosa
- Semiothisa lopezformenti
- Semiothisa lucinda
- Semiothisa lunivallata
- Semiothisa lunulacarens
- Semiothisa luteiceps
- Semiothisa luteolaria
- Semiothisa lutescens
- Semiothisa lydia
- Semiothisa macariata
- Semiothisa maculicosta
- Semiothisa maculifascia
- Semiothisa maculosata
- Semiothisa madopata
- Semiothisa majestica
- Semiothisa malefactaria
- Semiothisa maligna
- Semiothisa mandata
- Semiothisa marginata
- Semiothisa maricopa
- Semiothisa marmorata
- Semiothisa marmorea
- Semiothisa masonata
- Semiothisa mayana
- Semiothisa meadiaria
- Semiothisa megalesia
- Semiothisa melanderi
- Semiothisa mellistrigata
- Semiothisa mesembrina
- Semiothisa metagonaria
- Semiothisa miliaria
- Semiothisa minorata
- Semiothisa minuta
- Semiothisa modestaria
- Semiothisa monstraria
- Semiothisa monticolaria
- Semiothisa morosaria
- Semiothisa multilineata
- Semiothisa multistriata
- Semiothisa multistrigata
- Semiothisa mundipennis
- Semiothisa muscariata
- Semiothisa mutabilis
- Semiothisa myandaria
- Semiothisa nana
- Semiothisa napensis
- Semiothisa natalensis
- Semiothisa nebulosa
- Semiothisa neonora
- Semiothisa neptaria
- Semiothisa nervata
- Semiothisa nigra
- Semiothisa nigrescens
- Semiothisa nigricans
- Semiothisa nigrofulvata
- Semiothisa nigropunctata
- Semiothisa niptra
- Semiothisa nitidata
- Semiothisa niveostriga
- Semiothisa nobilitata
- Semiothisa nora
- Semiothisa notata
- Semiothisa notataria
- Semiothisa notia
- Semiothisa novaguinensis
- Semiothisa novaria
- Semiothisa nundinata
- Semiothisa oaxacana
- Semiothisa obditaria
- Semiothisa obliquilineata
- Semiothisa obliterata
- Semiothisa occultata
- Semiothisa ocellinata
- Semiothisa ochrata
- Semiothisa ochrimixta
- Semiothisa octolinearia
- Semiothisa odataria
- Semiothisa oleochroa
- Semiothisa oliva
- Semiothisa olivata
- Semiothisa olivescens
- Semiothisa oppositaria
- Semiothisa orbonata
- Semiothisa ordinata
- Semiothisa ornataria
- Semiothisa orthodisca
- Semiothisa orthostates
- Semiothisa ostentosaria
- Semiothisa ostia
- Semiothisa oweni
- Semiothisa oxa
- Semiothisa ozararia
- Semiothisa pacianaria
- Semiothisa pagenstecheri
- Semiothisa paleolata
- Semiothisa pallida
- Semiothisa pallidaria
- Semiothisa pallidata
- Semiothisa pallidizona
- Semiothisa panauges
- Semiothisa pandaria
- Semiothisa papuensis
- Semiothisa parallacta
- Semiothisa paranaria
- Semiothisa paranora
- Semiothisa pararia
- Semiothisa parcata
- Semiothisa parobditaria
- Semiothisa patriciata
- Semiothisa pellucidaria
- Semiothisa peltigerata
- Semiothisa penumbrata
- Semiothisa percisaria
- Semiothisa percnoptera
- Semiothisa perconfusa
- Semiothisa peremptaria
- Semiothisa perfumata
- Semiothisa perfusaria
- Semiothisa pernicata
- Semiothisa perpendiculata
- Semiothisa perplexa
- Semiothisa perplexata
- Semiothisa perspicuaria
- Semiothisa pertaesa
- Semiothisa pertinata
- Semiothisa pervolata
- Semiothisa pervolgata
- Semiothisa peyrierasi
- Semiothisa phaeostigma
- Semiothisa phanerophleps
- Semiothisa phyllis
- Semiothisa piccoloi
- Semiothisa pinistrobata
- Semiothisa pinodes
- Semiothisa placida
- Semiothisa pleres
- Semiothisa plurimaculata
- Semiothisa plutocrypsis
- Semiothisa pluviata
- Semiothisa poasaria
- Semiothisa polioteta
- Semiothisa poltronaria
- Semiothisa ponderosa
- Semiothisa ponentis
- Semiothisa posticaria
- Semiothisa postnigra
- Semiothisa postrema
- Semiothisa postvittata
- Semiothisa praeatomata
- Semiothisa praeflavida
- Semiothisa praegrandis
- Semiothisa praelongata
- Semiothisa praenotata
- Semiothisa praesignataria
- Semiothisa pressaria
- Semiothisa proditaria
- Semiothisa promiscuata
- Semiothisa proxanthata
- Semiothisa proximaria
- Semiothisa pryeri
- Semiothisa psammodes
- Semiothisa psilotes
- Semiothisa puerata
- Semiothisa pumila
- Semiothisa punctilinea
- Semiothisa punctiseriata
- Semiothisa punctistriata
- Semiothisa punctiversa
- Semiothisa punctolineata
- Semiothisa purcellata
- Semiothisa quadraria
- Semiothisa quadricaudata
- Semiothisa quadrifasciata
- Semiothisa quadriguttaria
- Semiothisa quadrinotaria
- Semiothisa quadripunctata
- Semiothisa quadriseriata
- Semiothisa quadrisignata
- Semiothisa radiata
- Semiothisa ramparia
- Semiothisa rectilinea
- Semiothisa rectistriaria
- Semiothisa reductaria
- Semiothisa regressa
- Semiothisa regula
- Semiothisa regulata
- Semiothisa renotata
- Semiothisa repetita
- Semiothisa respersata
- Semiothisa restorata
- Semiothisa retectata
- Semiothisa retentata
- Semiothisa retinotata
- Semiothisa rhabdophora
- Semiothisa rhyngiata
- Semiothisa richardsi
- Semiothisa rigidata
- Semiothisa rithrusaria
- Semiothisa rotundata
- Semiothisa ruptifascia
- Semiothisa sabularia
- Semiothisa sabulifera
- Semiothisa saburraria
- Semiothisa saburrata
- Semiothisa salsa
- Semiothisa sanfordi
- Semiothisa santaremaria
- Semiothisa santiagaria
- Semiothisa sarda
- Semiothisa sareptanaria
- Semiothisa sectomaculata
- Semiothisa semialbida
- Semiothisa semicolor
- Semiothisa semilutea
- Semiothisa semitecta
- Semiothisa semivirgata
- Semiothisa senescens
- Semiothisa separata
- Semiothisa separataria
- Semiothisa septemberata
- Semiothisa septemfluaria
- Semiothisa septemlinearia
- Semiothisa sexmaculata
- Semiothisa sexpunctata
- Semiothisa shanghaisaria
- Semiothisa sherrata
- Semiothisa siennata
- Semiothisa signaria
- Semiothisa signata
- Semiothisa simplicilinea
- Semiothisa simulata
- Semiothisa sinicaria
- Semiothisa sinotibetaria
- Semiothisa sinuata
- Semiothisa sirenata
- Semiothisa smedleyi
- Semiothisa snoviata
- Semiothisa sordidata
- Semiothisa sorocula
- Semiothisa spilogastrata
- Semiothisa spilosaria
- Semiothisa spilota
- Semiothisa spinata
- Semiothisa s-signata
- Semiothisa stabilata
- Semiothisa stenotrigonum
- Semiothisa stigmica
- Semiothisa stimulata
- Semiothisa stipularia
- Semiothisa straminea
- Semiothisa stramineata
- Semiothisa streniata
- Semiothisa streniataria
- Semiothisa strigularia
- Semiothisa subacuta
- Semiothisa subalbataria
- Semiothisa subapicaria
- Semiothisa subcastanea
- Semiothisa subcaudaria
- Semiothisa subcelata
- Semiothisa subcinctaria
- Semiothisa subcinerea
- Semiothisa subclathrata
- Semiothisa subcolumbata
- Semiothisa subcretata
- Semiothisa subfasciata
- Semiothisa subfulva
- Semiothisa subitaria
- Semiothisa sublacteolata
- Semiothisa submarmorata
- Semiothisa subminata
- Semiothisa subpunctaria
- Semiothisa subpurpurea
- Semiothisa subterminata
- Semiothisa subvaria
- Semiothisa succosata
- Semiothisa sudanata
- Semiothisa sufflata
- Semiothisa suffusata
- Semiothisa suprasordida
- Semiothisa suriens
- Semiothisa suthepensis
- Semiothisa synegiata
- Semiothisa syriacaria
- Semiothisa tattaria
- Semiothisa tecnium
- Semiothisa tectaria
- Semiothisa tegularia
- Semiothisa tenuilinea
- Semiothisa tenuilineata
- Semiothisa tenuiscripta
- Semiothisa testaceata
- Semiothisa tetragraphicata
- Semiothisa teucaria
- Semiothisa threnopis
- Semiothisa tracta
- Semiothisa transitaria
- Semiothisa translineata
- Semiothisa transvisata
- Semiothisa trexleri
- Semiothisa triangulata
- Semiothisa tricolorata
- Semiothisa trientata
- Semiothisa trifasciata
- Semiothisa trigonata
- Semiothisa trigonoleuca
- Semiothisa trilinearia
- Semiothisa trimaculata
- Semiothisa trinota
- Semiothisa trinotata
- Semiothisa triplaga
- Semiothisa triplicaria
- Semiothisa tripunctata
- Semiothisa trirecurva
- Semiothisa trirecurvata
- Semiothisa tristaria
- Semiothisa triumbrata
- Semiothisa triviata
- Semiothisa trizonaria
- Semiothisa tropica
- Semiothisa tsaratanana
- Semiothisa tsekua
- Semiothisa tulareata
- Semiothisa tunesiella
- Semiothisa ulsterata
- Semiothisa umbrata
- Semiothisa umbratilis
- Semiothisa unicolor
- Semiothisa unicolorata
- Semiothisa unifilata
- Semiothisa uniformata
- Semiothisa uniformis
- Semiothisa unigeminata
- Semiothisa unimodaria
- Semiothisa unipunctaria
- Semiothisa uvidaria
- Semiothisa valmonaria
- Semiothisa vandervoördeni
- Semiothisa variegata
- Semiothisa variolinea
- Semiothisa vasudeva
- Semiothisa vau
- Semiothisa wehrliaria
- Semiothisa venerata
- Semiothisa venosata
- Semiothisa verecundaria
- Semiothisa vernata
- Semiothisa versitata
- Semiothisa victorinata
- Semiothisa violavittata
- Semiothisa vitriferaria
- Semiothisa vivida
- Semiothisa wollastoni
- Semiothisa woodgateata
- Semiothisa vulfranaria
- Semiothisa vulpina
- Semiothisa xanthonora
- Semiothisa yavapai
- Semiothisa yunnana
- Semiothisa zachera
- Semiothisa zimmermanni
- Semiothisa zombina
- Semiothisa zozinaria